# نظریه اقتضایی

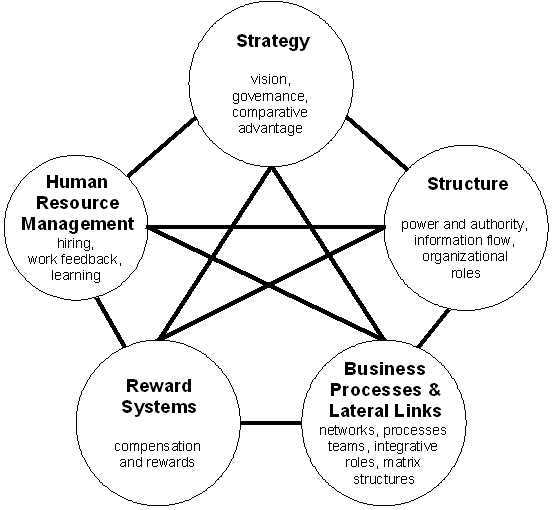
طبق نظریه ی اقتضایی سازگاری بین روابط بالا سازمان را به کارآیی مطلوب میرساند.

نظریه اقتضایی (به انگلیسی: Contingency theory) یک نظریه سازمانی است. در این نظریه ادعا می‌شود کارایی (performance) یک واحد سازمانی نتیجه‌ای از سازگاری (fit) بین محیط بیرون واحدهای سازمانی و ترتیبات (arrangement) درونی آن واحدها است.